# 厚生労働省設置法
厚生労働省設置法（こうせいろうどうしょうせっちほう、平成11年7月16日法律第97号）は、厚生労働省の設置ならびに任務および、これを達成するため必要となる明確な範囲の所掌事務を定めるとともに、その所掌する行政事務を能率的に遂行するため必要な組織を定めることに関する日本の法律である。
主務官庁は、厚生労働省大臣官房総務課である。

## 構成
- 第一章 総則（第1条）
- 第二章 厚生労働省の設置並びに任務及び所掌事務
  - 第一節 厚生労働省の設置（第2条）
  - 第二節 厚生労働省の任務及び所掌事務（第3条・第4条）
- 第三章 本省に置かれる職及び機関
  - 第一節 特別な職（第5条）
  - 第二節 審議会等（第6条 - 第15条）
  - 第三節 施設等機関（第16条）
  - 第四節 地方支分部局（第17条 - 第24条）
- 第四章 中央労働委員会（第25条）
- 附則